# Красильников Іван Миколайович
Іва́н Микола́йович Краси́льников (нар. 22 червня 1922, Алєксєєвка, РРФСР) — радянський воєначальник, генерал-лейтенант. Учасник німецько-радянської війни. Кавалер ордена Богдана Хмельницького II та III ст., Ордена Червоного Прапора, двох орденів Вітчизняної війни I ст., двох орденів Червоної Зірки, Ордена «За службу Батьківщині у Збройних силах СРСР» III ст. та численних медалей.

## Життєпис
Іван Красильников народився у селі Алєксєєвка Чулимського району Новосибірської області. Батько хлопця потрапив до в'язниці через наклеп, а самого Івана, як сина «ворога народу», не пускали до школи. Лише завдяки зусиллям директора навчального закладу, що провів хлопця до класу, Красильникову вдалося продовжити навчання. Після закінчення школи вступив до Борисоглібського технікуму механізації та електрифікації сільського господарства.
У жовтні 1941 року був призваний до лав Радянської армії як навідник 76-мм гармати 27-го запасного артилерійського полку. Опанувавши основи артилерійської науки, Красильников був направлений керівництвом на навчання до 2-го Київського артилерійського училища, що через бойові дії на території України розташовувалося у Саратовській області. Пройшовши прискорений курс підготовки, отримав звання «лейтенанта» та був призначений в училищі на посаду командира курсантського взводу. Втім, думками молодий лейтенант постійно був на фронті і зрештою, попри заборони керівництва училища, домігся того, аби його відправили до розташування командувача військ Південного фронту.
Опинившись у січні 1943 року на фронті, Красильников незабаром продовжив службу на посаді командира батареї 122-мм гаубиць у 2-й ударній армії. Однак через деякий час його змову з офіцером, що складав в училищі списки тих, хто відправляється на фронт, було розкрито і Красильникова повернули назад, закидаючи йому звинувачення в дезертирстві та погрожуючи виключенням з партії. На щастя, здоровий глузд взяв гору і начальнику політвідділу вдалося вмовити засідання партбюро у безглуздості звинувачень.
З 2003 по 2007 рік очолював Київську міську Організацію ветеранів України (КМОВУ). 22 жовтня 2004 року указом Президента України Леоніда Кучми Івану Красильникову було присвоєно військове звання «генерал-лейтенанта». З 2007 року — почесний голова КМОВУ, член президії Координаційної ради ветеранської організації країн СНД.

## Відзнаки та нагороди
СРСР
- Орден Червоного Прапора (30 травня 1945) — за зразкове виконання бойових завдань командування на фронті боротьби з німецькими загарбниками та проявлені при цьому звитягу та мужність[2]
- Орден Вітчизняної війни I ст. (19 квітня 1945) — за зразкове виконання бойових завдань командування на фронті боротьби з німецькими загарбниками та проявлені при цьому звитягу та мужність[3]
- Орден Вітчизняної війни I ст.
- Орден Червоної Зірки
- Орден Червоної Зірки
- Орден «За службу Батьківщині в Збройних Силах СРСР» III ст.
- Медаль «За бойові заслуги»
- Медаль «В ознаменування 100-річчя з дня народження Володимира Ілліча Леніна»
- Медаль «За перемогу над Німеччиною у Великій Вітчизняній війні 1941—1945 рр.»
- Медаль «20 років перемоги у Великій Вітчизняній війні 1941—1945 рр.»
- Медаль «30 років перемоги у Великій Вітчизняній війні 1941—1945 рр.»
- Медаль «40 років перемоги у Великій Вітчизняній війні 1941—1945 рр.»
- Медаль «За взяття Берліна»
- Медаль «Ветеран Збройних сил СРСР»
- Медаль «30 років Радянській Армії та Флоту»
- Медаль «40 років Збройних Сил СРСР»
- Медаль «50 років Збройних Сил СРСР»
- Медаль «60 років Збройних Сил СРСР»
- Медаль «70 років Збройних Сил СРСР»
- Медаль «В пам'ять 1500-річчя Києва»
- інші медалі та відзнаки

Україна
- Орден Богдана Хмельницького II ст. (27 жовтня 2009) — за мужність і самопожертву, виявлені в боротьбі з фашистськими загарбниками у відстоюванні свободи і незалежності Вітчизни, вагомий особистий внесок у розвиток ветеранського руху, патріотичне виховання молоді та з нагоди 65-річчя визволення України від фашистських загарбників[4]
- Орден Богдана Хмельницького III ст.
- Медаль «Захиснику Вітчизни»
- Ювілейна медаль «60 років визволення України від фашистських загарбників»
- Ювілейна медаль «20 років незалежності України» (19 серпня 2011) — за значний особистий внесок у соціально-економічний, науково-технічний та культурно-освітній розвиток Української держави, вагомі трудові здобутки та багаторічну сумлінну працю[5]
- Почесна грамота Кабінету Міністрів України (5 травня 2004) — за плідну громадську діяльність, вагомий особистий внесок у патріотичне виховання широких верств населення та з нагоди 59-ї річниці Перемоги у Великій Вітчизняній війні[6]